# Natação no Campeonato Mundial de Esportes Aquáticos de 2015 - 200 m costas masculino
A prova dos 200 metros costas masculino da natação no Campeonato Mundial de Esportes Aquáticos de 2015 ocorreu nos dias 6 de agosto e 7 de agosto em Cazã na Rússia.

## Recordes
Antes desta competição, os recordes mundiais e do campeonato nesta prova eram os seguintes:
| Tipo                  | Atleta        | Tempo   | Local | Data                |
| --------------------- | ------------- | ------- | ----- | ------------------- |
|                       | Aaron Peirsol | 1:51.92 | Roma  | 31 de julho de 2009 |
| Recorde do campeonato | Aaron Peirsol | 1:51.92 | Roma  | 31 de julho de 2009 |

## Medalhistas
| Ouro               | Prata                  | Bronze             |
| Mitch Larkin (AUS) | Radosław Kawęcki (POL) | Evgeny Rylov (RUS) |

## Resultados

### Eliminatórias
Esses foram os resultados das eliminatórias.
| Pos. | Bateria | Raia | Nadador               | Nacionalidade            | Tempo   | Notas            |
| ---- | ------- | ---- | --------------------- | ------------------------ | ------- | ---------------- |
| 1    | 4       | 5    | Mitch Larkin          | Austrália                | 1:55.88 | Q                |
| 2    | 3       | 4    | Ryosuke Irie          | Japão                    | 1:56.68 | Q                |
| 3    | 3       | 5    | Ryan Murphy           | Estados Unidos           | 1:56.71 | Q                |
| 4    | 3       | 3    | Evgeny Rylov          | Rússia                   | 1:56.78 | Q                |
| 5    | 2       | 4    | Xu Jiayu              | China                    | 1:56.90 | Q                |
| 6    | 4       | 4    | Tyler Clary           | Estados Unidos           | 1:56.92 | Q                |
| 7    | 4       | 6    | Christian Diener      | Alemanha                 | 1:57.42 | Q                |
| 8    | 4       | 3    | Joshua Beaver         | Austrália                | 1:57.62 | Q                |
| 9    | 2       | 3    | Masaki Kaneko         | Japão                    | 1:57.63 | Q                |
| 10   | 3       | 7    | Leonardo de Deus      | Brasil                   | 1:57.73 | Q                |
| 11   | 4       | 1    | Grigory Tarasevich    | Rússia                   | 1:57.77 | Q                |
| 12   | 2       | 2    | Li Guangyuan          | China                    | 1:58.02 | Q                |
| 13   | 2       | 5    | Radosław Kawęcki      | Polónia                  | 1:58.09 | Q                |
| 14   | 2       | 1    | Corey Main            | Nova Zelândia            | 1:58.22 | Q                |
| 15   | 4       | 2    | Luca Mencarini        | Itália                   | 1:58.31 | Q                |
| 16   | 2       | 6    | Gábor Balog           | Hungria                  | 1:58.55 | Q                |
| 17   | 4       | 7    | Yakov Toumarkin       | Israel                   | 1:58.64 |                  |
| 18   | 3       | 6    | Christopher Ciccarese | Itália                   | 1:58.79 |                  |
| 19   | 3       | 2    | Danas Rapšys          | Lituânia                 | 1:59.00 |                  |
| 20   | 2       | 7    | Benjamin Stasiulis    | França                   | 1:59.05 |                  |
| 21   | 1       | 5    | Lavrans Solli         | Noruega                  | 1:59.23 |                  |
| 22   | 3       | 8    | Omar Pinzón           | Colômbia                 | 1:59.24 |                  |
| 23   | 2       | 8    | Carlos Omana          | Venezuela                | 1:59.59 | Recorde nacional |
| 24   | 3       | 1    | Mateusz Wysoczyński   | Polónia                  | 2:00.26 |                  |
| 25   | 4       | 9    | Armando Barrera       | Cuba                     | 2:00.92 |                  |
| 26   | 1       | 3    | Rexford Tullius       | Ilhas Virgens Americanas | 2:01.22 |                  |
| 27   | 4       | 0    | Roman Dmytrijev       | Chéquia                  | 2:01.49 |                  |
| 28   | 3       | 0    | Matias López          | Paraguai                 | 2:01.74 |                  |
| 29   | 2       | 0    | Lukas Rauftlin        | Suíça                    | 2:03.00 |                  |
| 30   | 1       | 6    | Lin Shih-chieh        | Taipé Chinesa            | 2:04.00 |                  |
| 31   | 1       | 4    | Yeziel Morales        | Porto Rico               | 2:04.15 |                  |
| 32   | 2       | 9    | Lê Nguyễn Paul        | Vietname                 | 2:04.78 |                  |
| 33   | 3       | 9    | Vuk Čelić             | Sérvia                   | 2:05.54 |                  |
| 34   | 1       | 2    | Boris Kirllov         | Azerbaijão               | 2:06.74 |                  |
| 35   | 1       | 7    | Lushano Lamprecht     | Namíbia                  | 2:08.14 |                  |
| 36   | 1       | 1    | Driss Lahrichi        | Marrocos                 | 2:09.14 |                  |
| 37   | 1       | 8    | Rami Elias            | Sudão                    | 2:19.53 |                  |
| 38 ! | 4       | 8    | Apostolos Christou    | Grécia                   |         | DNS              |

### Semifinal
Esses foram os resultados das semifinais.
Semifinal 1
| Pos. | Raia | Nadador          | Nacionalidade  | Tempo   | Notas |
| ---- | ---- | ---------------- | -------------- | ------- | ----- |
| 1    | 5    | Evgeny Rylov     | Rússia         | 1:55.54 | Q     |
| 2    | 4    | Ryosuke Irie     | Japão          | 1:55.76 | Q     |
| 3    | 3    | Tyler Clary      | Estados Unidos | 1:56.58 | Q     |
| 4    | 7    | Li Guangyuan     | China          | 1:57.12 | Q     |
| 5    | 8    | Gábor Balog      | Hungria        | 1:57.91 |       |
| 6    | 2    | Leonardo de Deus | Brasil         | 1:57.96 |       |
| 7    | 6    | Josh Beaver      | Austrália      | 1:57.99 |       |
| 8    | 1    | Corey Main       | Nova Zelândia  | 1:59.50 |       |

Semifinal 2
| Pos. | Raia | Nadador            | Nacionalidade  | Tempo   | Notas |
| ---- | ---- | ------------------ | -------------- | ------- | ----- |
| 1    | 4    | Mitch Larkin       | Austrália      | 1:54.29 | Q,    |
| 2    | 5    | Ryan Murphy        | Estados Unidos | 1:55.10 | Q     |
| 3    | 3    | Xu Jiayu           | China          | 1:55.13 | Q     |
| 4    | 1    | Radosław Kawęcki   | Polónia        | 1:55.54 | Q     |
| 5    | 6    | Christian Diener   | Alemanha       | 1:57.17 |       |
| 6    | 2    | Masaki Kaneko      | Japão          | 1:57.33 |       |
| 7    | 8    | Luca Mencarini     | Itália         | 1:57.81 |       |
| 8    | 7    | Grigory Tarasevich | Rússia         | 1:58.30 |       |

### Final
Esse foi o resultado da final. 
| Pos.              | Raia | Nadador          | Nacionalidade  | Tempo   | Notas              |
| ----------------- | ---- | ---------------- | -------------- | ------- | ------------------ |
| Medalha de ouro   | 4    | Mitch Larkin     | Austrália      | 1:53.58 | Recorde da Oceania |
| Medalha de prata  | 2    | Radosław Kawęcki | Polónia        | 1:54.55 |                    |
| Medalha de bronze | 6    | Evgeny Rylov     | Rússia         | 1:54.60 | Recorde nacional   |
| 4                 | 7    | Ryosuke Irie     | Japão          | 1:54.81 |                    |
| 5                 | 5    | Ryan Murphy      | Estados Unidos | 1:55.00 |                    |
| 6                 | 3    | Xu Jiayu         | China          | 1:55.20 |                    |
| 7                 | 1    | Tyler Clary      | Estados Unidos | 1:56.26 |                    |
| 8                 | 8    | Li Guangyuan     | China          | 1:56.79 | WRJ                |

Legenda
| Recorde mundial       | Recorde mundial (World record)               |                       | Recorde africano                      | Recorde africano (African) |                                           | Q | Classificado por posição (Qualified) |
| Recorde do campeonato | Recorde do campeonato (Championship record)  | Recorde da América    | Recorde da América (Americas)         | q                          | Classificado por melhor tempo (Qualified) |   |                                      |
| Melhor marca do ano   | Melhor marca do ano (World leading)          | Recorde asiático      | Recorde asiático (Asian)              | DNS                        | Não largou (Did not start)                |   |                                      |
| Recorde nacional      | Recorde nacional (National record)           | Recorde europeu       | Recorde europeu (European)            | DNF                        | Não terminou (Did not finish)             |   |                                      |
| Recorde pessoal       | Recorde pessoal do atleta (Personal best)    | Recorde da Oceania    | Recorde da Oceania (Oceania)          | DSQ / DQ                   | Desclassificado (Disqualified)            |   |                                      |
| Recorde da temporada  | Recorde da temporada do atleta (Season best) | Recorde sul-americano | Recorde sul-americano (South America) | NM                         | Sem marca (No mark)                       |   |                                      |